# Ray Galton
Ray Galton, született Raymond Percy Galton (London-Paddington, 1930. július 17. – London-Paddington, 2018. október 5.) angol forgatókönyvíró.

## Fontosabb filmjei
Mozifilmek
- The Rebel (1961)
- A törvény balkeze (The Wrong Arm of the Law) (1963)

Tv-filmek
- Sanford Arms (1977)

Tv-sorozatok
- Hancock's Half Hour (1956–1960, 57 epizód)
- Citizen James (1960, hat epizód)
- Hancock (1961, hat epizód)
- Kaverukset (1962–1963, 22 epizód)
- Frankie Howerd (1964–1966, 12 epizód)
- Galton and Simpson Comedy (1969, hat epizód)
- Clochemerle (1972, kilenc epizód)
- Sanford and Son (1972–1977, 135 epizód)
- Fleksnes fataliteter (1972–1982, 18 epizód)
- Casanova '73 (1973, hét epizód)
- Albert & Herbert (1974–1979, 28 epizód)
- The Galton & Simpson Playhouse (1977, hét epizód)
- Spaß beiseite - Herbert kommt! (1979–1980, hét epizód)
- Sanford (TV Series) (1980–1981, 26 epizód)
- Albert & Herberts julkalender (1982, 24 epizód)
- Room at the Bottom (1986–1988, 13 epizód)
- Get Well Soon (1997, hat epizód)